# レモンツリー
株式会社レモンツリーは、かつて大阪府藤井寺市に本社を置き、「Lemontree」「SWC」「luna-di-miele」などのブランドでアクセサリーを販売していた企業。

## 概要
1976年10月に創業し、1978年11月に法人へ改組。全国の商業施設やショッピングモールなどにテナントを出店し、「Lemontree」「SWC」「luna-di-miele」など7つのブランドでアクセサリーや雑貨の小売を行っていた。製造は海外で行う事でコスト削減を図った。
2008年5月期には札幌から福岡まで69店舗を展開し、約18億9600万円の売上があった。2012年には新ブランドである「pink Lemontree」を立ち上げ、同ブランドだけでも18店舗を出店した。レモンツリーは大手総合スーパーでの出店と金融機関の積極的な支援により積極的な出店攻勢をかけた。
しかし、レモンツリーによる店舗拡大策が裏目に出てしまう。「pink Lemontree」は売場面積が大きい店舗が多かったため、アクセサリー以外の品ぞろえを迫られることになり、ファッション雑貨の比率が増えた。レモンツリー全体でも在庫が増加し、2013年3月期においては売上原価ベースで月商倍率24.67か月まで膨れ上がった。性急な店舗拡大に人材育成が追いつかず不採算店が増加し、不採算店舗を閉鎖したものの閉鎖に伴う損失計上などで赤字決算が続き、債務超過に転落した。その後もブランドのターゲットの見直しやwebサイトのリニューアルを実施したものの、金融債務解消には至らなかった。
2016年7月には取引金融機関に対してリスケジュールを要請し、役員報酬や人件費などを削減して資金繰りの改善を図っていたが、不採算店舗の閉鎖に伴う処理費用で売上改善には至らず、2018年8月期の売上は3億7652万円にまで落ち込んだ。
レモンツリーは2019年5月27日に大阪地方裁判所へ破産を申請。翌5月28日に破産手続開始決定を受けた。負債総額は13億3997万円。関連会社であったエルティー商事も同年7月25日に大阪地方裁判所から破産手続開始決定を受けた。
破産手続開始決定時点における約13万点の在庫は、ゴードン・ブラザーズ・ジャパンが破産管財人から在庫換価業務を受託した上で換価処分を行う事になった。換価処分は旧京都店を再開店した他、提携会社の店舗約30店舗以上で実施され、約5か月で換価が終了した。
レモンツリーは2020年11月2日に、エルティー商事は2021年2月19日にそれぞれ法人格が消滅した。

## 店舗
経営破綻時点では、21店舗を展開していた。